# سن فرناندو د هنارس
سن فرناندو د هنارس (به اسپانیایی: San Fernando de Henares) یک دهستان در اسپانیا است که در Madrid Metropolitan Area واقع شده‌است. سن فرناندو د هنارس ۳۹٫۲۹ کیلومتر مربع مساحت و ۴۱٬۳۸۰ نفر جمعیت دارد و ۵۸۰ متر بالاتر از سطح دریا واقع شده‌است.

## خواهرخوانده
شهر وازلویی خواهرخواندهٔ سن فرناندو د هنارس هست.